# Saint-Aybert
 Saint-Aybert  là một xã ở tỉnh Nord ở miền bắc nước Pháp. Xã này có diện tích 4,19 km², dân số năm 1999 là 347 người. Khu vực này có độ cao trung bình 19 mét trên mực nước biển.